# Staufenberg (Hessen)
Staufenberg ist eine Kleinstadt im Norden des mittelhessischen Landkreises Gießen.

## Geografie

### Geographische Lage
Die Bebauung der Stadt geht im Westen unmittelbar in die der Nachbarstadt Lollar über. Die Universitätsstadt Gießen, ein Zentrum Mittelhessens, ist Staufenbergs südliche Nachbarstadt. Marburg an der Lahn liegt knapp 20 km nördlich.
Staufenberg grenzt im Norden an die Gemeinden Fronhausen und Ebsdorfergrund (beide Landkreis Marburg-Biedenkopf), im Osten an die Stadt Allendorf (Lumda), im Süden an die Gemeinde Buseck und im Westen an die Stadt Lollar (alle im Landkreis Gießen).

### Stadtgliederung
Zu Staufenberg gehören die Stadtteile Daubringen, Mainzlar, Staufenberg und Treis an der Lumda. Die rund 8500 Einwohner verteilen sich auf die vier Stadtteile Staufenberg (2600), Treis (2300), Mainzlar (1800) und Daubringen (1800). Der Stadtteil Staufenberg besitzt seit mindestens 1336 Stadtrechte.

## Geschichte

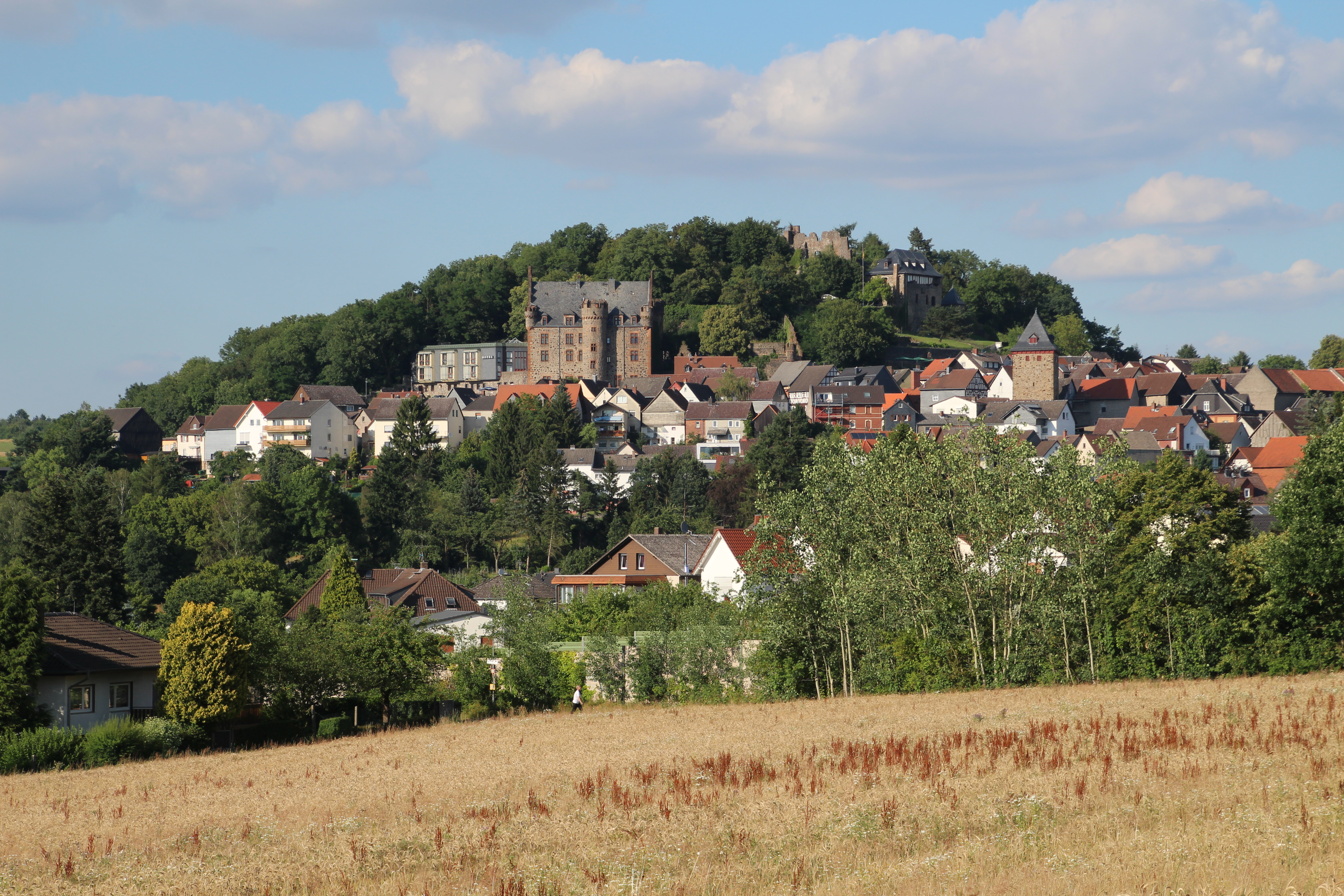
Historischer Ortskern mit Ober- und Unterburg des Ortsteils Staufenberg

### Ortsgeschichte
Die älteste bekannte schriftliche Erwähnung von Staufenberg erfolgte unter dem Namen Stophenberc in einer Urkunde des Klosters Haina, die in die Zeit 1205–1206 datiert wird. In erhaltenen Urkunden späterer Zeit wurde Staufenberg unter den folgenden Ortsnamen erwähnt (in Klammern das Jahr der Erwähnung): Stophinberg (1226), Stouphenberch (1233), Staufinberg (1315), Stoffenberg (1336), Stoyfenberg (1349), Staufenburg (1369) und Stauffenberg (1409).
Die Statistisch-topographisch-historische Beschreibung des Großherzogthums Hessen berichtet 1830 über Stauffenberg:

„Stauffenberg (L. Bez. Giessen) Stadt; liegt auf einer Anhöhe 1⁄2 St. von der Lahn und 2 St. von Giessen. Man findet 97 Häuser und 537 evangelische Einwohner, so wie die Ruinen einer Burg und in der Nähe den Hof Friedelshausen. Der Torf den die Gemarkung erzeugt, ist von mittlerer Güte. – Stauffenberg kommt früher unter der Benennung Stoufinberg, Stoyphenberg etc. vor, und den Namen leiten Manche von dem teutschen Gott Stuffo ab. Der Ort findet sich, so weit die Nachrichten reichen, im Besitz der Grafen von Ziegenhain, welche von Fuld damit belehnt waren, und die Lehenbriefe nennen Burg Stadt und Zugehörungen, Friedrich, ein Sohn des Landgrafen Ludwig II. kommt noch 1175 als Probst von St. Stephan vor, erscheint aber seit dem Jahre 1186 als Graf von Ziegenhain, und war ohne Zweifel durch Heurath, zu Ziegenhainischen Besitzungen gelangt. Er hatte unter andern auch Antheil an Stauffenberg. Im Jahr 1233 verglich sich der Landgraf Conrad mit den Grafen Gottfried und Berthold von Ziegenhain wegen Güter, die früher seinem Vatersbruder Friedrich zugehört haben, und entsagte in Folge dieses Vergleichs seinen Ansprüchen auf Stauffenberg. Es erscheint also Stauffenberg zu dieser Zeit als eine der Besitzungen, an denen mehrere Linien des Ziegenhainischen Hauses bisher Theil gehabt, und 1324 ward sogar Graf Johann von Solms Burgmann des Grafen Johann von Ziegenhain. Erst mit den Grafschaften Ziegenhain und Nidda kam Stauffenberg, 1447, an die Landgrafen. Das Schloß ist früher zerstört worden. Ein Udenhausen prope Stauffenberg ist ausgegangen.“

Hessische Gebietsreform (1970–1977)
Im Zuge der Gebietsreform in Hessen wurden am 1. Juli 1974 kraft Landesgesetz die bis dahin selbstständigen Gemeinden Daubringen, Mainzlar und Treis an der Lumda mit der Stadt Staufenberg zur neuen Stadt Staufenberg zusammengeschlossen. Diese gehörte vom 1. Januar 1977 bis zur Wiedereinrichtung des Landkreises Gießen am 1. August 1979 dem Lahn-Dill-Kreis an. Ein Ortsbezirke mit Ortsbeirat und Ortsvorsteher nach der Hessischen Gemeindeordnung wurde für „Treis an der Lumda“ sowie ein gemeinsamer Ortsbezirk für die Stadtteile Staufenberg, Mainzlar und Daubringen eingerichtet.
Gleichzeitig wurden am 1. Juli 1974 Gebietsteile mit damals etwas weniger als 100 Einwohnern an die Nachbarstadt Lollar abgetreten.

### Verwaltungsgeschichte im Überblick
Die folgende Liste zeigt die Staaten und Verwaltungseinheiten, denen Staufenberg angehört(e):
- um 1300: Heiliges Römisches Reich, Grafschaft Ziegenhain, Amt Staufenberg
- ab 1450: Heiliges Römisches Reich, Landgrafschaft Hessen, Amt Staufenberg
- vor 1806: Heiliges Römisches Reich, Landgrafschaft Hessen-Darmstadt, Oberfürstentum Hessen, Oberamt Gießen (ab 1789)[10]
- ab 1806: Großherzogtum Hessen, Fürstentum Ober-Hessen, Landamt Gießen[11]
- ab 1815: Großherzogtum Hessen, Provinz Oberhessen, Landamt Gießen,[12]
- ab 1821: Großherzogtum Hessen, Provinz Oberhessen, Landratsbezirk Gießen[Anm. 2]
- ab 1832: Großherzogtum Hessen, Provinz Oberhessen, Kreis Grünberg
- ab 1837: Großherzogtum Hessen, Provinz Oberhessen, Kreis Gießen
- ab 1848: Großherzogtum Hessen, Regierungsbezirk Gießen
- ab 1852: Großherzogtum Hessen, Provinz Oberhessen, Kreis Gießen
- ab 1867: Norddeutscher Bund, Großherzogtum Hessen, Provinz Oberhessen, Kreis Gießen
- ab 1871: Deutsches Reich, Großherzogtum Hessen, Provinz Oberhessen, Kreis Gießen
- ab 1918: Deutsches Reich, Volksstaat Hessen, Provinz Oberhessen, Kreis Gießen
- ab 1938: Deutsches Reich, Volksstaat Hessen, Landkreis Gießen
- ab 1945: Deutsches Reich, Amerikanische Besatzungszone, Groß-Hessen, Regierungsbezirk Darmstadt, Landkreis Gießen
- ab 1946: Deutsches Reich, Amerikanische Besatzungszone, Hessen, Regierungsbezirk Darmstadt, Landkreis Gießen
- ab 1949: Bundesrepublik Deutschland, Hessen, Regierungsbezirk Darmstadt, Landkreis Gießen
- ab 1977: Bundesrepublik Deutschland, Hessen, Regierungsbezirk Darmstadt, Lahn-Dill-Kreis
- ab 1979: Bundesrepublik Deutschland, Hessen, Regierungsbezirk Darmstadt, Landkreis Gießen
- ab 1981: Bundesrepublik Deutschland, Hessen, Regierungsbezirk Gießen, Landkreis Gießen

## Bevölkerung

### Einwohnerstruktur 2011
Nach den Erhebungen des Zensus 2011 lebten am Stichtag, dem 9. Mai 2011, in Staufenberg 8114 Einwohner. Darunter waren 548 (6,8 %) Ausländer, von denen 240 aus dem EU-Ausland, 210 aus anderen europäischen Ländern und 97 aus anderen Staaten kamen. (Bis zum Jahr 2019 erhöhte sich die Ausländerquote auf 10,7 %.) Nach dem Lebensalter waren 1308 Einwohner unter 18 Jahren, 3444 zwischen 18 und 49, 1746 zwischen 50 und 64 und 1620 Einwohner waren älter. Die Einwohner lebten in 3606 Haushalten. Davon waren 1095 Singlehaushalte, 1083 Paare ohne Kinder und 1080 Paare mit Kindern, sowie 291 Alleinerziehende und 57 Wohngemeinschaften. In 783 Haushalten lebten ausschließlich Senioren und in 2424 Haushaltungen lebten keine Senioren.

### Einwohnerentwicklung
| • 1577: | 084 Hausgesesse                                             |
| • 1648: | 048 Untertanen, 15 Witwen, 2 Befreite                       |
| • 1669: | 382 Seelen                                                  |
| • 1742: | 003 Geistliche/Beamte, 92 Untertanen, 38 Junge Mannschaften |
| • 1791: | 490 Einwohner                                               |
| • 1800: | 474 Einwohner                                               |
| • 1806: | 458 Einwohner, 95 Häuser                                    |
| • 1829: | 537 Einwohner, 95 Häuser                                    |
| • 1867: | 567 Einwohner, 101 Häuser                                   |

| Staufenberg: Einwohnerzahlen von 1791 bis 2020 | Staufenberg: Einwohnerzahlen von 1791 bis 2020 | Staufenberg: Einwohnerzahlen von 1791 bis 2020 | Staufenberg: Einwohnerzahlen von 1791 bis 2020 | Staufenberg: Einwohnerzahlen von 1791 bis 2020 |
| --- | ---------------------------------------------- | ---------------------------------------------- | ---------------------------------------------- | ---------------------------------------------- |
| Jahr |                                                |                                                |                                                | Einwohner                                      |
| 1791 | 1791                                           |                                                | 490                                            | 490                                            |
| 1800 | 1800                                           |                                                | 474                                            | 474                                            |
| 1806 | 1806                                           |                                                | 458                                            | 458                                            |
| 1829 | 1829                                           |                                                | 537                                            | 537                                            |
| 1834 | 1834                                           |                                                | 541                                            | 541                                            |
| 1840 | 1840                                           |                                                | 608                                            | 608                                            |
| 1846 | 1846                                           |                                                | 632                                            | 632                                            |
| 1852 | 1852                                           |                                                | 621                                            | 621                                            |
| 1858 | 1858                                           |                                                | 577                                            | 577                                            |
| 1864 | 1864                                           |                                                | 586                                            | 586                                            |
| 1871 | 1871                                           |                                                | 578                                            | 578                                            |
| 1875 | 1875                                           |                                                | 559                                            | 559                                            |
| 1885 | 1885                                           |                                                | 623                                            | 623                                            |
| 1895 | 1895                                           |                                                | 650                                            | 650                                            |
| 1905 | 1905                                           |                                                | 729                                            | 729                                            |
| 1910 | 1910                                           |                                                | 820                                            | 820                                            |
| 1925 | 1925                                           |                                                | 950                                            | 950                                            |
| 1939 | 1939                                           |                                                | 1.010                                          | 1.010                                          |
| 1946 | 1946                                           |                                                | 1.526                                          | 1.526                                          |
| 1950 | 1950                                           |                                                | 1.582                                          | 1.582                                          |
| 1956 | 1956                                           |                                                | 1.522                                          | 1.522                                          |
| 1961 | 1961                                           |                                                | 1.609                                          | 1.609                                          |
| 1967 | 1967                                           |                                                | 1.656                                          | 1.656                                          |
| 1972 | 1972                                           |                                                | 1.806                                          | 1.806                                          |
| 1975 | 1975                                           |                                                | 7.381                                          | 7.381                                          |
| 1980 | 1980                                           |                                                | 7.306                                          | 7.306                                          |
| 1985 | 1985                                           |                                                | 6.932                                          | 6.932                                          |
| 1990 | 1990                                           |                                                | 7.611                                          | 7.611                                          |
| 1995 | 1995                                           |                                                | 7.767                                          | 7.767                                          |
| 2000 | 2000                                           |                                                | 7.800                                          | 7.800                                          |
| 2005 | 2005                                           |                                                | 8.240                                          | 8.240                                          |
| 2010 | 2010                                           |                                                | 8.090                                          | 8.090                                          |
| 2011 | 2011                                           |                                                | 8.114                                          | 8.114                                          |
| 2015 | 2015                                           |                                                | 8.244                                          | 8.244                                          |
| 2020 | 2020                                           |                                                | 8.448                                          | 8.448                                          |
| Datenquelle: Historisches Gemeindeverzeichnis für Hessen: Die Bevölkerung der Gemeinden 1834 bis 1967. Wiesbaden: Hessisches Statistisches Landesamt, 1968. Weitere Quellen: LAGIS; 1972; Hessisches Statistisches Informationssystem; Zensus 2011 Ab 1975 einschließlich der im Zuge der Gebietsreform in Hessen eingegliederten Orte. |                                                |                                                |                                                |                                                |

### Religionszugehörigkeit
| Quelle: Historisches Ortslexikon |                                                                                               |
| • 1830:                          | 0537 evangelische Einwohner                                                                   |
| • 1961:                          | 1295 evangelische (= 80,5 %), 302 katholische (= 18,8 %) Einwohner                            |
| • 1987:                          | 5237 evangelische (= 72,9 %), 1425 katholische (= 19,8 %), 518 sonstige (= 7,2 %) Einwohner   |
| • 2011:                          | 4765 evangelische (= 58,7 %), 1275 katholische (= 15,7 %), 2074 sonstige (= 25,6 %) Einwohner |

### Historische Erwerbstätigkeit
| 1961: | Erwerbspersonen: 126 Land- und Forstwirtschaft, 450 Prod. Gewerbe, 107 Handel, Verkehr und Nachrichtenübermittlung, 99 Dienstleistungen und Sonstiges. |

## Politik

### Stadtverordnetenversammlung
Die Kommunalwahl am 14. März 2021 lieferte folgendes Ergebnis, in Vergleich gesetzt zu früheren Kommunalwahlen:
| Sitzverteilung in der Stadtverordnetenversammlung 2021Insgesamt 27 Sitze - SPD: 8 - GAL: 5 - FDP: 1 - FW: 6 - CDU: 7 | Parteien und Wählergemeinschaften | Parteien und Wählergemeinschaften           | 2021  | 2021  | 2016  | 2016  | 2011  | 2011  | 2006  | 2006  | 2001  | 2001  |
| Sitzverteilung in der Stadtverordnetenversammlung 2021Insgesamt 27 Sitze - SPD: 8 - GAL: 5 - FDP: 1 - FW: 6 - CDU: 7 | Parteien und Wählergemeinschaften | Parteien und Wählergemeinschaften           | %     | Sitze | %     | Sitze | %     | Sitze | %     | Sitze | %     | Sitze |
| Sitzverteilung in der Stadtverordnetenversammlung 2021Insgesamt 27 Sitze - SPD: 8 - GAL: 5 - FDP: 1 - FW: 6 - CDU: 7 | SPD                               | Sozialdemokratische Partei Deutschlands     | 31,9  | 8     | 38,6  | 10    | 43,5  | 12    | 49,9  | 13    | 48,7  | 13    |
| Sitzverteilung in der Stadtverordnetenversammlung 2021Insgesamt 27 Sitze - SPD: 8 - GAL: 5 - FDP: 1 - FW: 6 - CDU: 7 | CDU                               | Christlich Demokratische Union Deutschlands | 25,1  | 7     | 25,4  | 7     | 26,0  | 7     | 28,9  | 8     | 30,8  | 8     |
| Sitzverteilung in der Stadtverordnetenversammlung 2021Insgesamt 27 Sitze - SPD: 8 - GAL: 5 - FDP: 1 - FW: 6 - CDU: 7 | FW                                | Freie Wähler Staufenberg                    | 21,2  | 6     | 22,9  | 6     | 14,8  | 4     | 18,0  | 5     | 16,8  | 5     |
| Sitzverteilung in der Stadtverordnetenversammlung 2021Insgesamt 27 Sitze - SPD: 8 - GAL: 5 - FDP: 1 - FW: 6 - CDU: 7 | GAL                               | Grün-Alternative Liste                      | 17,2  | 5     | 13,1  | 4     | 12,8  | 3     | —     | —     | —     | —     |
| Sitzverteilung in der Stadtverordnetenversammlung 2021Insgesamt 27 Sitze - SPD: 8 - GAL: 5 - FDP: 1 - FW: 6 - CDU: 7 | FDP                               | Freie Demokratische Partei                  | 4,5   | 1     | —     | —     | 2,8   | 1     | 3,2   | 1     | 2,5   | 1     |
| Sitzverteilung in der Stadtverordnetenversammlung 2021Insgesamt 27 Sitze - SPD: 8 - GAL: 5 - FDP: 1 - FW: 6 - CDU: 7 | Grüne                             | Bündnis 90/Die Grünen                       | —     | —     | —     | —     | —     | —     | —     | —     | 1,1   | 0     |
| Sitzverteilung in der Stadtverordnetenversammlung 2021Insgesamt 27 Sitze - SPD: 8 - GAL: 5 - FDP: 1 - FW: 6 - CDU: 7 | Gesamt                            | Gesamt                                      | 100,0 | 27    | 100,0 | 27    | 100,0 | 27    | 100,0 | 27    | 100,0 | 27    |
| Sitzverteilung in der Stadtverordnetenversammlung 2021Insgesamt 27 Sitze - SPD: 8 - GAL: 5 - FDP: 1 - FW: 6 - CDU: 7 | Ungültige Stimmen in %            | Ungültige Stimmen in %                      | 2,8   | —     | 4,2   | —     | 3,3   | —     | 3,3   | —     | 3,0   | —     |
| Sitzverteilung in der Stadtverordnetenversammlung 2021Insgesamt 27 Sitze - SPD: 8 - GAL: 5 - FDP: 1 - FW: 6 - CDU: 7 | Wahlbeteiligung in %              | Wahlbeteiligung in %                        | 51,8  | 51,8  | 49,4  | 49,4  | 53,6  | 53,6  | 39,3  | 39,3  | 50,2  | 50,2  |

### Bürgermeister
Nach der hessischen Kommunalverfassung wird der Bürgermeister für eine sechsjährige Amtszeit gewählt, seit dem Jahr 1993 in einer Direktwahl, und ist Vorsitzender des Magistrats, dem in der Stadt Staufenberg neben dem Bürgermeister ehrenamtlich ein Erster Stadtrat und elf weitere Stadträte angehören. Bürgermeister ist seit dem 1. August 2011 Peter Gefeller (SPD), der bis dahin als Erster Stadtrat dem Magistrat angehörte. Er wurde als Nachfolger von Horst Münch (SPD), der acht Monate vor dem Ende seiner vierten Amtszeit in den Ruhestand getreten war, am 10. April 2011 im ersten Wahlgang bei 53,0 Prozent Wahlbeteiligung mit 54,7 Prozent der Stimmen gewählt. Es folgten zwei Wiederwahlen, zuletzt im März 2023.
Amtszeiten der Bürgermeister
- 2011–2029 Peter Gefeller (SPD)[27]
- 1988–2011 Horst Münch (SPD)[28]

### Ortsbeiräte der Stadt Staufenberg
Folgende Ortsbezirke mit Ortsbeirat und Ortsvorsteher, nach Maßgabe der §§ 81 und 82 HGO und des Kommunalwahlgesetzes in der jeweils gültigen Fassung, gibt es im Stadtgebiet:
- Ortsbezirk Treis (Gebiete der ehemaligen Gemeinde Treis an der Lumda).
- Ortsbezirk Staufenberg, Daubringen und Mainzlar (das übrige Stadtgebiet).

Der Ortsbeirat wählt eines seiner Mitglieder zum Ortsvorsteher bzw. zur Ortsvorsteherin.

### Gemeinsamer Ortsbeirat Staufenberg, Daubringen und Mainzlar (OB-Staufenberg)
Der Ortsbeirat besteht aus neun Mitgliedern. Bei den Kommunalwahlen in Hessen 2021 betrug die Wahlbeteiligung zum Ortsbeirat 48,36 %. Dabei wurden gewählt: vier Mitglieder der SPD, zwei Mitglieder der CDU, zwei Mitglieder der Freien Wählern (FW) und ein Mitglied der „Grün Alternativen Liste“ (GAL). Der Ortsbeirat wählte Christian Grölz (SPD) zum Ortsvorsteher.

### Städtepartnerschaften
- Moravská Třebová (Mährisch-Trübau), Tschechien seit 2004
- Tarján, Ungarn seit 1990

## Kultur und Sehenswürdigkeiten

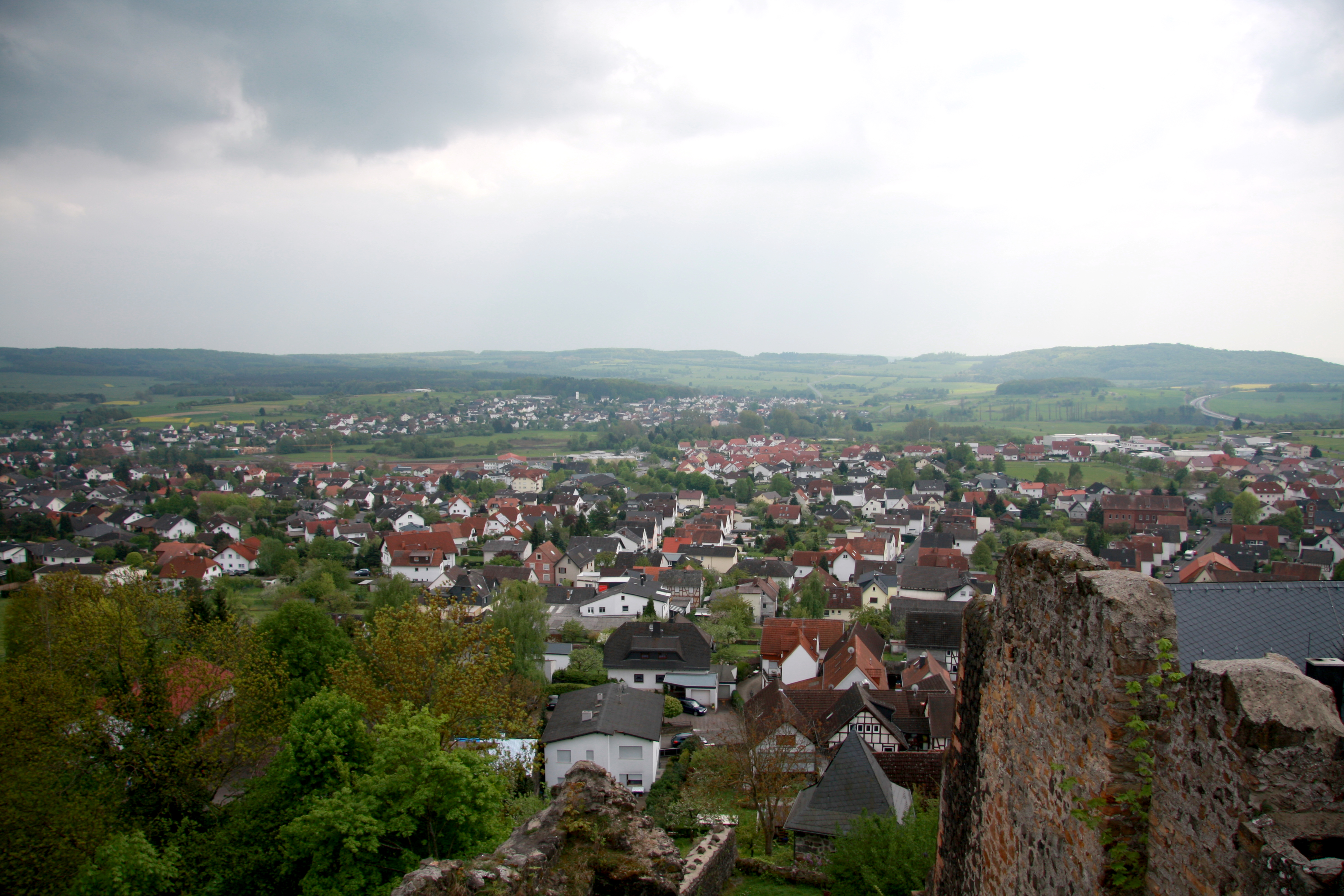
Blick auf Mainzlar von der Burg Staufenberg

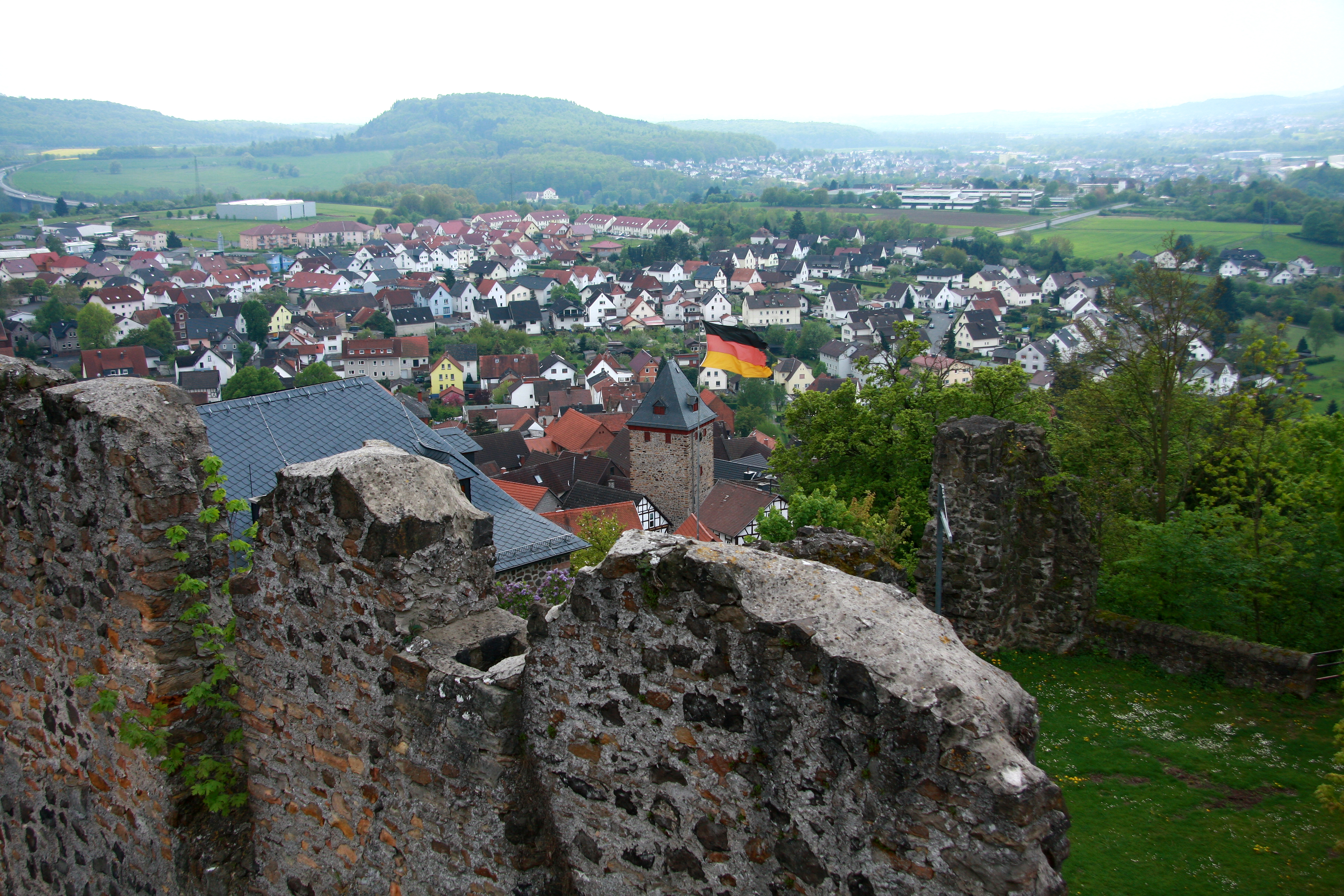
Blick auf den Ortskern von Staufenberg von der Burg Staufenberg

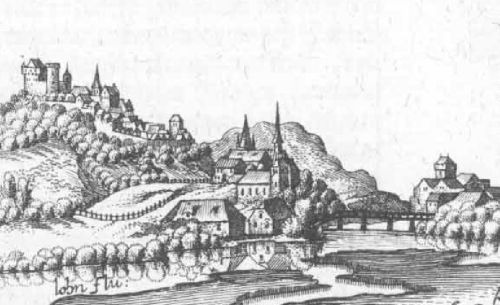
Staufenberg - Auszug aus der Topographia Hassiae von Matthäus Merian 1655

### Boden- und Kulturdenkmäler
Der Totenberg im Ortsteil Treis auf der Gemarkungsgrenze zu Allendorf birgt mehrere archäologische Besonderheiten. Bei Nachforschungen an Abris am südöstlichen Hangfuß kamen altsteinzeitliche Steinwerkzeuge zutage; ein Ringwall auf dem Bergplateau erbrachte archäologische Streufunde unterschiedlicher Zeitstellung, insbesondere der Michelsberger Kultur, der älteren Eisenzeit und des Frühmittelalters.
Die Burg Staufenberg, eine Höhenburg auf dem namengebenden Staufenberg, bildete die Keimzelle zur Entwicklung des Marktstädtchens Staufenberg im Mittelalter. Noch heute prägt der Stadtteil Staufenberg mit den Ruinen der Oberburg, der gastronomisch genutzten Unterburg und seiner vom spätmittelalterlichen Torturm geschmückten Altstadt das Landschaftsbild im nördlichen Kreis Gießen.

### Sport
Der bedeutendste Sportverein der Stadt ist der TV 05 Mainzlar, dessen Damen-Handball-Mannschaft lange Zeit in der ersten Bundesliga und im Europapokal gespielt hat und einmal den DHB-Pokal nach Staufenberg holte. Aktuell spielt die erste Mannschaft in der Landesliga Mitte (Hessen).
In jedem Stadtteil existieren Sportvereine mit einem breiten Angebot an Breiten- und Leistungssport.
Wichtigste Feste eines jeden Jahres ist die Staufenberger und Mainzlarer und Treiser Kirmes, die jeweils im Ortskern der jeweiligen Stadtteile stattfinden. Veranstalter ist in Staufenberg die Burschenschaft Germania e. V., In Mainzlar die Burschenschaft Frohsinn e. V. und in Treis die Träser Muspretzer e. V.

### Staufenberg in der Literatur
Der Schriftsteller Peter Kurzeck, als Flüchtlingskind in Staufenberg aufgewachsen, machte das „Dorf seiner Kindheit“, das Staufenberg der 1950er Jahre, zum Gegenstand seines Romans Kein Frühling (1987; erweitert 2007), für den Kurzeck 1991 mit dem Alfred-Döblin-Preis ausgezeichnet wurde.
Seine Erinnerungen an das Staufenberg der Nachkriegszeit hat Kurzeck außerdem in Form mündlicher Erzählung als Tondokument festgehalten (Ein Sommer, der bleibt, 2007), das von hr2 als Hörbuch des Jahres 2008 ausgezeichnet wurde. Das Werk wurde als „literaturhistorisches Ereignis“ gefeiert und insgesamt als authentisches Stück Erinnerung bezeichnet, da es ganz ohne Textvorlage entstand und dennoch als Roman angesehen wird.
Der Amerikaner James Taft Hatfield verbrachte den Sommer 1902 auf Burg Staufenberg und veröffentlichte seinen bebilderten Reisebericht „From Broom to Heather - A Summer in a German Castle“ im Jahr 1903.

## Verkehr

### Straße
Die Gemeinde besitzt Auffahrten auf die B3a nördlich des Gießener Nordkreuzes, über das Anschluss an die Bundesautobahn 480 Wetzlar-Reiskirchen besteht. Die Landesstraße L 3146 führt durch das Lumdatal.

### ÖPNV
Die Personenbeförderung per Bus erfolgt mit der Linie 371 auf der Relation Grünberg – Londorf – Lollar – Gießen sowie die Schülerbeförderung mit der Linie 52.
Staufenberg gehört zum Tarifgebiet des Rhein-Main-Verkehrsverbundes.

### Eisenbahn

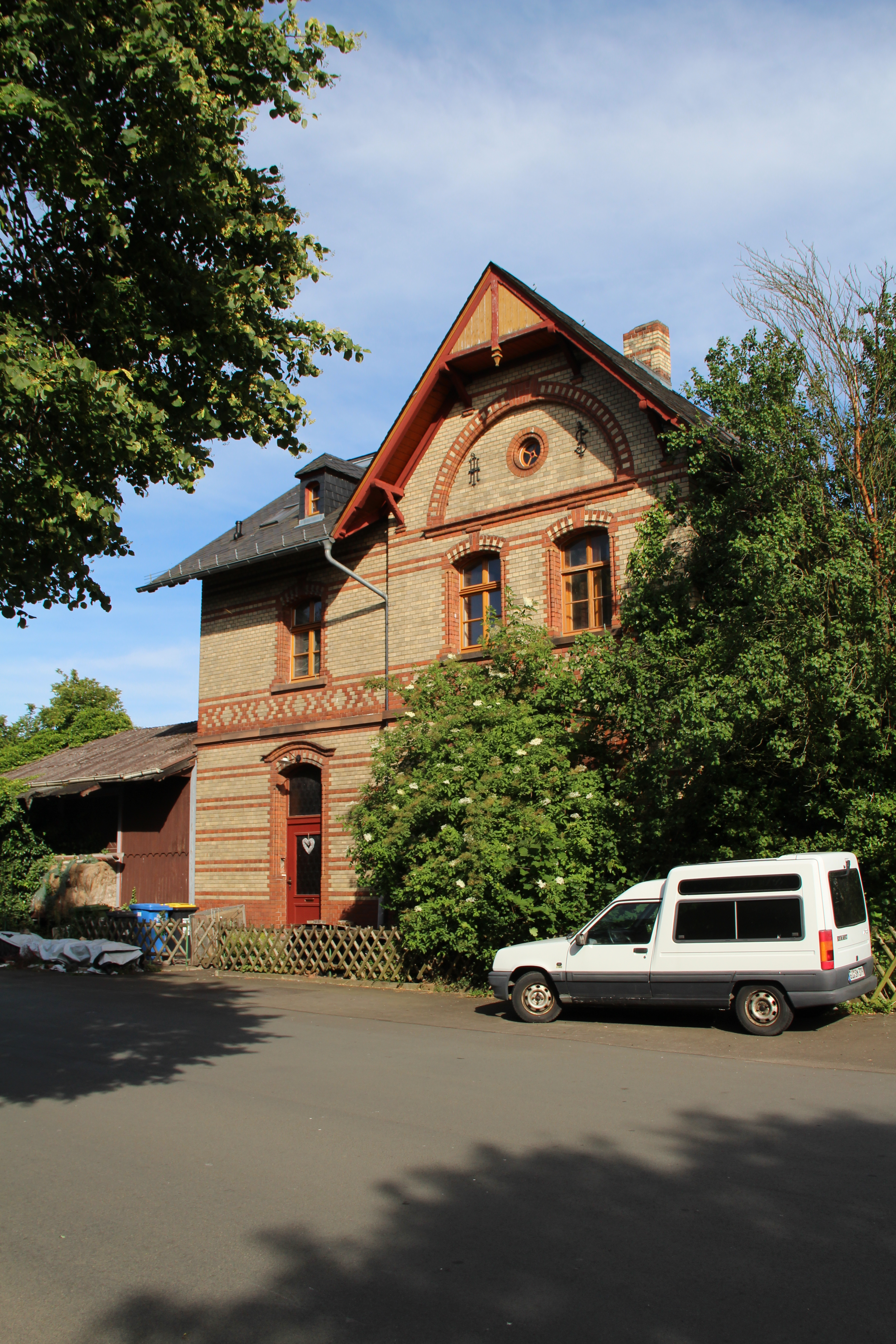
Ehem. Bahnhof in Treis

Von 1902 bis 1981 gab es Personenverkehr auf der Lumdatalbahn, die vom Bahnhof Lollar über Londorf nach Grünberg führt. Bahnhöfe gab es in den Stadtteilen Mainzlar und Treis. Aktuell findet Güterverkehr bis zum Anschluss der Didier-Werke statt. Eine Reaktivierung der Strecke ist geplant.
Seit 1993 gibt es regelmäßig Sonderfahrten, die seit 1997 im Bahnhof Mainzlar enden. In Daubringen befindet sich ein weiterer Haltepunkt.

## Persönlichkeiten
- Wolfgang Schutzbar genannt Milchling (1483–1566), u. a. späterer Hochmeister des Deutschen Ordens, wurde in Treis geboren.
- Caspar Schutzbar genannt Milchling (1525–1588) war Gutsherr in Treis, landgräflich-hessischer Amtmann und Hauptmann in Gießen
- Peter Kurzeck (1943–2013) verbrachte seine Jugend in Staufenberg („Ein Sommer, der bleibt“)